# BattlARTS
BattlARTS (格闘探偵団バトラーツ Kakuto Tantei-dan Batoratsu?) fue una empresa de lucha libre profesional japonesa fundada por Yuki Ishikawa en 1996, con ayuda del personal de Pro Wrestling Fujiwara Gumi. Aunque su base estaba situada en Koshigawa, Battlarts celebró shows en Tokio regularmente desde 1998 hasta 2002, y su estilo oficial era el shoot wrestling, heredado de sus empresas antecesoras, que se remontan a Universal Wrestling Federation.
A lo largo de su existencia, la promoción cooperó con otras empresas de la época, tales como las promociones de artes marciales mixtas RINGS y Kingdom y las de lucha libre Michinoku Pro Wrestling y Big Japan Pro Wrestling, estas últimas a pesar de su ampliamente diferente estilo.
BattlARTS dejó de celebrar programas con regularidad en 2001, teniendo lugar sólo programas mensuales. En septiembre de 2008, la empresa anunció una relación de trabajo con Pro Wrestling ZERO1, que duró hasta su cierre en 2011.

## Historia
Después de que el plantel de Pro Wrestling Fujiwara Gumi abandonase la empresa por desacuerdos con el punto de vista de su director Yoshiaki Fujiwara, el luchador Yuki Ishikawa y parte de los demás miembros fundaron una nueva empresa, que fue llamada BattlARTS. Aunque su estilo inicial era el mismo tipo de shoot wrestling realizado en PWFG, lentamente evolucionó a una modalidad completamente nueva, mezclando las bases del shoot con la típica psicología y técnicas de la lucha libre profesional. Sus usuarios empezaron a implementar movimientos complejos y espectaculares que gradualmente dejaban a un lado el estricto realismo del shoot wrestling en favor de la vistosidad, pero siempre utilizando golpes reales y sumisiones de artes marciales. Este nuevo estilo fue llamado "Bati Bati".

## Antiguos empleados
| - Alexander Otsuka - Bison TAGAI - Chihiro Oikawa - Daisuke Ikeda - Daisuke Noguchi - FUNAKI - Hayato Fujita - Hideki Suzuki - Ikuto Hidaka - Junji Tanaka | - Katsumi Usuda - Keita Yano - Kenji Takeshima - Manabu Hara - Masaaki Mochizuki - Masao Orihara - Minoru Fujita - Minoru Tanaka - Mohammed Yone - Munenori Sawa | - Ryuichi Kawakami - Ryuji Hijikata - Sanchu Tsubakichi - Super Tiger II - Takahiro Oba - Takeshi Ono - Tiger Shark - Yujiro Yamamoto - Yuki Ishikawa - Yuta Yoshikawa |